# كريستيان جويل سانشيز ليال
كريستيان جويل سانشيز ليال هو لاعب كرة قدم كوبي في مركز حراسة المرمى، ولد في 9 يوليو 1999 في هافانا في كوبا. لعب مع ريال سبورتينغ خيخون وسبورتينغ خيخون ب.

## وصلات خارجية
- كريستيان جويل سانشيز ليال على موقع قاعدة بيانات كرة القدم.إي يو (الإنجليزية)
- كريستيان جويل سانشيز ليال على موقع Soccerway.com (الإنجليزية)